# Восканян, Варужан
Варужан Восканян (рум. Varujan Vosganian, арм. Վարուժան Ոսկանյան; род. 25 июля 1958, Крайова, Румыния) — румынский политический деятель армянского происхождения.
7 октября 2013 года Министр экономики Варужан Восканян подал в отставку после того, как парламент страны отклонил предложение о возбуждении уголовного дела в отношении него. Тайное голосование по вопросу о целесообразности возбуждения уголовного дела в отношении Восканяна завершилось 126 голосами «против» и 25 «за».
Восканян стал из трех основателей румынской альтернативной партии (ППН), с 1996 года, став председателом правления (1996—1999). В 1999 году партия изменила своё название на «Союза правых сил». Восканян стал сo-президентом Союза правых сил (1999—2001), а потом и председателом (2001—2003). В апреле 2003 года СПС вошла в состав Национальной либеральной партии.
- 1990—1996 — депутат Парламента Румынии (1990—1992,1992-1996)
- 1996—2000 — сенатор Парламента Румынии (по списку Румынский Демократической конвенции)
- В 2004 году стал сенатором по списку Национальной либеральной партии.

Восканян является автором романа «Книга шепотов» о Геноциде армян, который был признан как лучшее литературное произведение года, удостоившись главного приза в области литературы Академии Румынии. Как сказал сам автор. «Книга шепотов» уже переведена на французский, испанский, итальянский, иврит. Скоро книга будет переведена на шведский, немецкий, польский, чешский, венгерский и болгарский, а в следующем году также и на русский и арабский.В Колумбии «Книга шепотов» включена в список пяти лучших бестселлеров.
Он свободно говорит на армянском, английском, французском, итальянском и испанском языках.

## Награды
- Медаль Мовсеса Хоренаци (3 сентября 2011 года, Армения) — по случаю 20-летия независимости Республики Армения, за значительный вклад в дело защиты Армении, за заслуги перед Родиной, а также за большой вклад в укрепление дружбы между Республикой Армения и зарубежных стран[5]
- Медаль Признательности[арм.] (18 октября 2019 года, Армения) — за значительный вклад в защиту Армении, укрепление и развитие армяно-румынских дружественных отношений[6]